# Rejon Călărași
Rejon Călărași – rejon administracyjny w centralnej Mołdawii.

## Demografia
Liczba ludności w poszczególnych latach:
| 1959   | 1970   | 1979   | 1989   | 2004   | 2014   |
| ------ | ------ | ------ | ------ | ------ | ------ |
| 75 030 | 92 023 | 89 401 | 85 000 | 75 075 | 78 500 |